# كهويية العليا (غوغر)
كهوییة العلیا (بالفارسية: کهوییه علیا) هي قرية تقع في إيران في قسم غوغر الريفي. يقدر عدد سكانها بـ 22 نسمة .